# Robert Kenedy Nunes do Nascimento
Robert Kenedy Nunes do Nascimento (Santa Rita do Sapucaí, 8 februari 1996) – alias Kenedy – is een Braziliaans voetballer die doorgaans als aanvaller speelt. Hij verruilde Fluminense in augustus 2015 voor Chelsea.

## Clubcarrière
Kenedy stroomde in 2013 door vanuit de jeugd van Fluminense. Hiervoor debuteerde hij op 22 mei 2014 in de Série A, tegen São Paulo. Hij viel die dag vijf minuten voor affluiten in voor Rafael Sóbis. Kenedy maakte op 24 mei 2014 zijn eerste competitiedoelpunt, de enige treffer in een wedstrijd uit tegen EC Bahia. Zijn tweede treffer voor Fluminense volgde op 7 september 2014, in een competitiewedstrijd tegen Cruzeiro.
Kenedy verruilde Fluminense in augustus 2015 voor Chelsea, de kampioen van de Premier League in het voorgaande seizoen. Dat betaalde circa €9.000.000,- voor hem. Hij maakte op 29 augustus 2015 zijn officiële debuut voor de Engelse club. Tijdens een met 1-2 verloren competitiewedstrijd thuis tegen Crystal Palace verving hij in de 68ste minuut César Azpilicueta. Kenedy maakte op 23 september 2015 zijn eerste doelpunt voor Chelsea. Tijdens een met 1-4 gewonnen wedstrijd in het toernooi om de League Cup uit bij Walsall, maakte hij de 1-3.
Chelsea verhuurde Kenedy in augustus 2016 voor een jaar aan Watford. Hier speelde hij in september 2016 een kwartier mee in een wedstrijd tegen Burnley. Vanwege aanhoudende knieklachten keerde hij in december terug naar Chelsea.

## Clubstatistieken
| Seizoen | Club               | Competitie       | Competitie | Competitie | Beker | Beker | Internationaal | Internationaal | Totaal | Totaal |
| Seizoen | Club               | Competitie       | Wed.       | Dlp.       | Wed.  | Dlp.  | Wed.           | Dlp.           | Wed.   | Dlp.   |
| ------- | ------------------ | ---------------- | ---------- | ---------- | ----- | ----- | -------------- | -------------- | ------ | ------ |
| 2013    | Fluminense         | Série A          | 9          | 0          | 0     | 0     | —              | —              | 9      | 0      |
| 2014    | Fluminense         | Série A          | 20         | 2          | 1     | 0     | 1              | 0              | 22     | 2      |
| 2015    | Fluminense         | Série A          | 1          | 0          | 0     | 0     | —              | —              | 1      | 0      |
| 2015/16 | Chelsea            | Premier League   | 14         | 1          | 4     | 1     | 2              | 0              | 20     | 2      |
| 2016/17 | → Watford          | Premier League   | 1          | 0          | 0     | 0     | 0              | 0              | 1      | 0      |
| 2016/17 | Chelsea            | Premier League   | 1          | 0          | 1     | 0     | 0              | 0              | 2      | 0      |
| 2017/18 | Chelsea            | Premier League   | 0          | 0          | 5     | 1     | 0              | 0              | 5      | 1      |
| 2017/18 | → Newcastle United | Premier League   | 13         | 2          | 0     | 0     | —              | —              | 13     | 2      |
| 2018/19 | → Newcastle United | Premier League   | 25         | 1          | 3     | 0     | —              | —              | 28     | 1      |
| 2019/20 | → Getafe CF        | Primera División | 7          | 1          | 0     | 0     | 3              | 0              | 10     | 1      |
| Totaal  | Totaal             | Totaal           | 91         | 7          | 14    | 2     | 6              | 0              | 111    | 9      |

Bijgewerkt op 4 november 2019

## Interlandcarrière
Kenedy maakte zes doelpunten in dertien wedstrijden voor Brazilië –17. Hij debuteerde in 2015 in Brazilië –20.